# Graviton

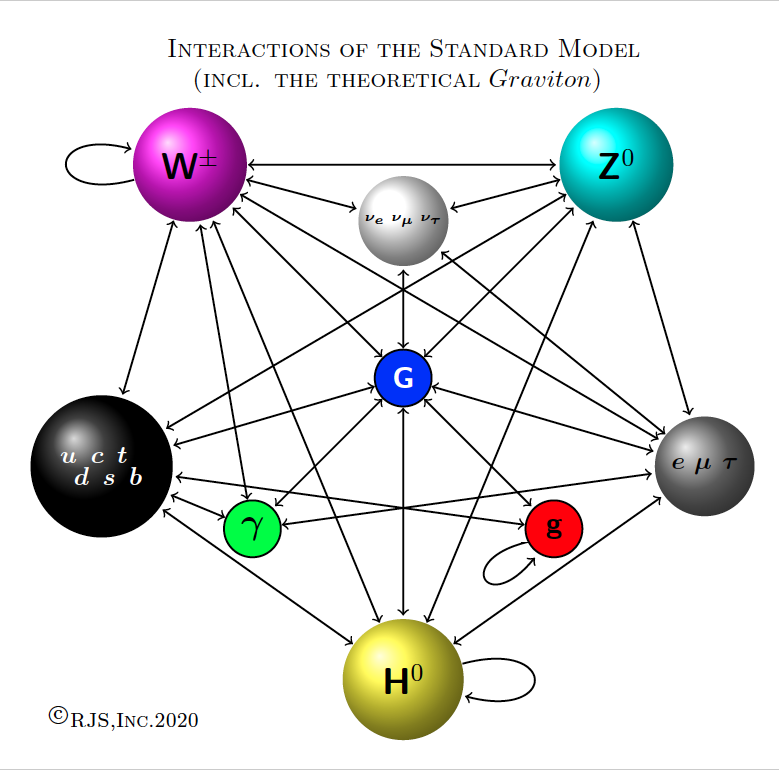
Elemi részecskék kölcsönhatásai

A részecskefizikában a graviton a gravitációs kölcsönhatást közvetítő, feltételezett elemi részecske. Létezését még nem sikerült kimutatni. Ha létezik, akkor (a gravitáció végtelen hatótávolsága miatt) tömegtelennek és (mivel a gravitáció másodrangú tenzormező) 2-es spinűnek kell lennie.
A gravitonok létét a nagy sikerű kvantumtérelmélet (és részben a standard modell) feltételezi úgy, hogy a többi alapvető kölcsönhatáshoz hasonlóan a gravitáció viselkedését is részecskékkel magyarázza. Ez az elektromágnesség esetében a foton, a gyenge kölcsönhatás esetében a W- és Z-bozonok, az erős kölcsönhatás (magerők) esetében pedig a gluonok. Ehhez hasonlóan a gravitációs kölcsönhatást a gravitonok közvetítik, és így a gravitációs hullámok is koherens állapotú gravitonok sokaságának is tekinthetők. Ez az általános relativitáselmélet továbbfejlesztése lenne. Klasszikus korlátok között mind a gravitont tartalmazó kvantumtérelméleti modell, mind az általános relativitáselmélet, mind pedig a gravitáció newtoni elmélete is azonos eredményt ad.
A (részecskefizikai) standard modell gravitonokkal való kiegészítése nagy, a Planck-skála nagyságrendjébe eső energiákon súlyos elméleti nehézségekbe ütközött, mivel kvantumeffektusok miatt végtelen mennyiségek léptek fel (szaknyelven a gravitáció nem renormálható). A kvantumgravitáció egyes, még nem elfogadott elméletei, például a húrelmélet megoldják ezt a problémát. A húrelméletben a gravitonok a többi részecskéhez hasonlóan nem pontszerű részecskék, hanem húrok állapotai. Ilyenkor a végtelen mennyiségek nem lépnek fel, miközben az alacsony energiájú viselkedés továbbra is konzisztens marad a kvantumtérelmélettel és a kísérleti eredményekkel. Jelenleg azonban nincs semmilyen kísérleti tény, amely a húrelméletet igazolná.
A gravitációs kölcsönhatás gyengesége miatt a gravitonok kísérleti észlelésére az előrelátható jövőben nagyon kevés a remény.